# Salvadoria propinqua
Salvadoria propinqua är en mångfotingart som beskrevs av Kraus 1954. Salvadoria propinqua ingår i släktet Salvadoria och familjen Fuhrmannodesmidae. Inga underarter finns listade i Catalogue of Life.